# Giải SDFCS cho nam diễn viên phụ xuất sắc nhất

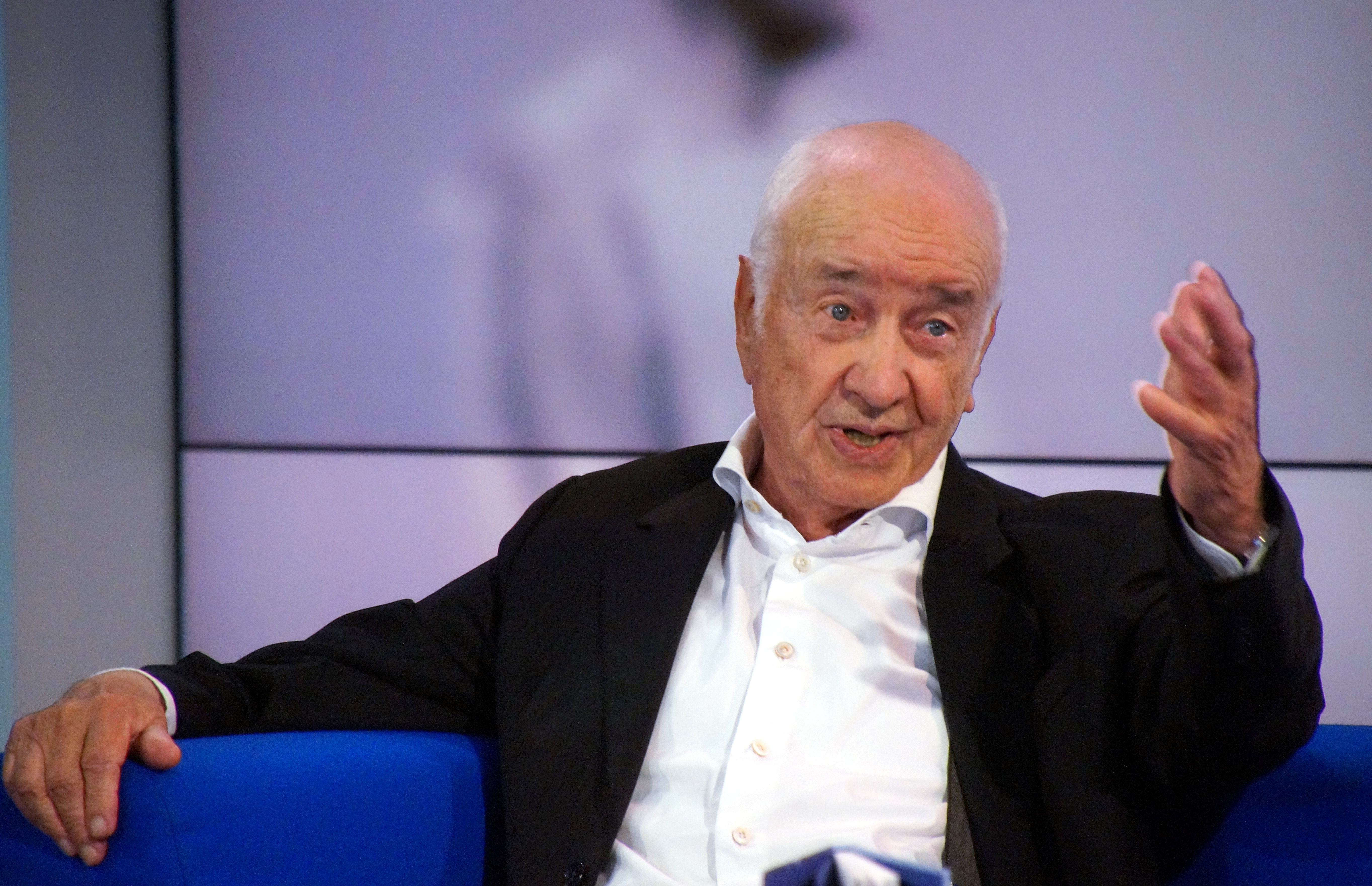
Armin Mueller-Stahl

Giải SDFCS cho nam diễn viên phụ xuất sắc nhất là một trong các giải của SDFCS dành cho nam diễn viên đóng vai phụ trong một phim, được bầu chọn là xuất sắc nhất. Giải này được lập từ năm 1996.

## Các người đoạt giải

### Thập niên 1990
| Năm  | Diễn viên              | Phim          | Vai diễn        |
| ---- | ---------------------- | ------------- | --------------- |
| 1996 | Armin Mueller-Stahl    | Shine         | Peter Helfgott  |
| 1997 | Burt Reynolds          | Boogie Nights | Jack Horner     |
| 1998 | Billy Bob Thornton     | A Simple Plan | Jacob Mitchell  |
| 1999 | Philip Seymour Hoffman | Flawless      | Rusty Zimmerman |

### Thập niên 2000
| Năm  | Diễn viên                | Phim                   | Vai diễn         |
| ---- | ------------------------ | ---------------------- | ---------------- |
| 2000 | Benicio del Toro         | Traffic                | Javier Rodriguez |
| 2001 | Ben Kingsley             | Sexy Beast             | Don Logan        |
| 2002 | Chris Cooper             | Adaptation.            | John Laroche     |
| 2003 | Djimon Hounsou           | In America             | Mateo            |
| 2004 | Philip Davis             | Vera Drake             | Stan             |
| 2005 | Jeffrey Wright           | Broken Flowers         | Winston          |
| 2006 | Ray Winstone             | The Proposition        | Captain Stanley  |
| 2007 | Tommy Lee Jones          | No Country for Old Men | Ed Tom Bell      |
| 2008 | Heath Ledger (truy tặng) | The Dark Knight        | The Joker        |

Bản mẫu:SDFCS Awards Chron